# Польский партизанский штаб
Польский партизанский штаб (пол. Polski Sztab Partyzancki, PSzP, в советских источниках также известный как Польский штаб партизанского движения) - орган управления партизанским движением польских коммунистических сил, созданный при Военном совете 1-й армии Войска Польского.
Располагался в селе Шпанов Ровенской области УССР, затем — в Люблине.

## История
Польский партизанский штаб был создан 3 апреля 1944 года. Начальником штаба стал Александр Завадский, его заместителем - полковник С. О. Притыцкий. 
Основными направлениями деятельности штаба являлись:
- активизация партизанского движения на оккупированных польских землях (и в «генерал-губернаторстве», и на включённых в состав рейха территориях)[4]
- снабжение Армии Людовой вооружением, боеприпасами, медикаментами и иным необходимым имуществом[4]
- пополнение Армии Людовой командным составом, военными и техническими специалистами[4]
- координация действий Армии Людовой с наступательными операциями Красной Армии и польской армии в СССР[4]

Помимо польских офицеров, в штабе работали советские специалисты (И. И. Снигирь, И. Г. Старинов, В. А. Квитинский, И. Н. Кондрашов и др.).
В распоряжение штаба были переданы все польские партизанские формирования, организованные и действовавшие на оккупированной территории СССР общей численностью 1863 человек, в том числе:
- соединение «Еще Польска не згинела» (866 чел.)[6]
- партизанскую бригаду имени Тадеуша Костюшко[6]
- партизанскую бригаду имени Ванды Василевской (320 чел.)[6]
- партизанскую бригаду «Грюнвальд»[6]
- отряд под командованием Л. Г. Луцевича[6]

При Польском штабе партизанского движения была открыта школа по подготовке партизанских кадров, для преподавания в которой было направлено 30 советских специалистов (радисты, шифровальщики, минёры), по состоянию на 1 июля 1944 года в ней обучалось 1500 поляков.
В соответствии с постановлением ГКО СССР № 5563 сс от 8 апреля 1944 года началось оказание ПШПД помощи вооружением и техникой, также в распоряжение ПШПД было направлено 30 радистов, 30 врачей и 100 фельдшеров и медсестёр и передано 18 радиостанций.
Польский штаб партизанского движения получил от СССР значительную материально-техническую помощь, только до конца июля 1944 года ПШПД было передано 2 транспортных самолёта, 3 самолёта У-2, 40 грузовиков, 18 легковых автомашин, 8600 винтовок, 4270 автоматов, 234 пулемёта, 137 противотанковых ружей, 52 миномёта, 120 тонн взрывчатых веществ, боеприпасов и продовольствия. За указанный период времени на самолётах ПШПД через линию фронта были переброшены 12 групп польских партизан (общей численностью 296 человек) для укрепления и развертывания партизанского движения на оккупированной территории Польши.
В апреле 1944 года AL получила первую партию оружия, боеприпасов и снаряжения, в мае 1944 года штаб установил устойчивую связь с отрядами AL, в дальнейшем, в период с начала мая до конца сентября 1944 года действовавшим на территории Польши польским партизанам с помощью самолётов было доставлено 1297 винтовок, 3179 автоматов, 167 пулемётов, 50 противотанковых ружей, 31 миномёт, 4413 штук миномётных мин, 7912 ручных гранат, 12 960 кг взрывчатки, 479 комплектов обмундирования, а также боеприпасы, бинокли и топографические карты.
21 июля 1944 года штаб был реорганизован в Отдел материально-технического снабжения верховного командования Войска Польского.